# Науендорф (Тирингија)
Науендорф (њем. Nauendorf) општина је у њемачкој савезној држави Тирингија. Једно је од 75 општинских средишта округа Вајмарер Ланд. Према процјени из 2010. у општини је живјело 290 становника. Посједује регионалну шифру (AGS) 16071059.

## Географски и демографски подаци
Науендорф се налази у савезној држави Тирингија у округу Вајмарер Ланд. Општина се налази на надморској висини од 335 метара. Површина општине износи 2,4 km². У самом мјесту је, према процјени из 2010. године, живјело 290 становника. Просјечна густина становништва износи 122 становника/km².